# Waldemar Kosiński
Waldemar Kosiński (Płońsk, 17 marzo 1965) è un sollevatore polacco che ha gareggiato nelle categorie dei pesi leggeri e pesi medi.

## Carriera
Militò nell'Okęcie Warszawa e fu campione polacco per otto volte (1986-1990 e 1993-1995). Ha ripetutamente battuto i record nazionali nei pesi medi, raggiungendo 157,5 kg nello strappo, 187,5 kg nello slancio e 350 kg nel totale.
Partecipò ai Giochi olimpici di Seul 1988, classificandosi al sesto posto. Ai campionati mondiali vinse una medaglia di bronzo a Chiang Mai nel 1997 e ai campionati europei conquistò sei medaglie (due di bronzo, tre d'argento e una d'oro) tra il 1988 e il 1996. Venne squalificato per doping nel 1991 per un anno; nel 1999 per lo stesso motivo fu squalificato a vita.